# 小花角茴香
小花角茴香（学名：Hypecoum parviflorum）为罂粟科角茴香属下的一个种。

## 扩展阅读
- 維基物種上的相關：小花角茴香